# Steek (volleybal)
Steek is een volleybaltechniek die vooral op een hoger niveau wordt toegepast.
Bij deze techniek springt de aanvaller ongeveer op hetzelfde moment dat de spelverdeler de set-up geeft. De spelverdeler speelt de bal vrijwel horizontaal naar de aanvaller.
De afstand kan variëren van 1 tot 3 meter voor een middenaanvaller (vaak halve steek genoemd) tot een langere steek voor de buitenaanvaller, die vlak voor de antenne wordt geslagen.
Een aanval op nog kortere afstand wordt een stijg genoemd.
Een steek kan ook achterover worden gespeeld. Dit komt op topniveau steeds vaker voor, omdat er wordt gespeeld met snelle linkshandige diagonaalaanvallers. Ze kunnen op deze manier de bal eenvoudig diagonaal voorlangs het eenmansblok slaan.
Het grote voordeel van een steekaanval is de snelheid waarmee deze wordt uitgevoerd. Op deze manier geeft men de blokkering weinig tijd om te reageren.